# Hrymfaxe
Hrymfaxe eller Rimfaxe er i nordisk mytologi hesten, der er forspændt månevognen. Den trækker månen over himlen om natten. Skummet fra hestens bidsel falder som dug. Hrymfaxe betyder hesten med rimdækket manke som trækker Nats vogn henover himlen.
Hesten, der fører solen over himlen kaldes Skinfaxe.
Oehlenschlägers digt Guldhornene omtaler himmelhestene: 
"Hrymfaxe den sorte
puster og dukker
og i Havet sig begraver.
Morgenens Porte
Delling oplukker,
og Skinfaxe traver
i straalende Lue
paa Himlens Bue."
Faxes kommunevåben forestiller en stilliseret tegning af Hrymfaxe hhv. Skinfaxe og repræsenterer et ordspil på byens/kommunens navn.